# W. W. Orr Building
El W. W. Orr Building (también conocido como W. W. Orr Medical Building y W. W. Orr Doctors' Building) es un edificio emblemático de 11 pisos en 478 Peachtree Street NE en SoNo, en la ciudad de Atlanta, en el estado de Georgia (Estados Unidos).

## Historia
El edificio de estilo art déco fue diseñado por el arquitecto Francis Palmer Smith de la firma Pringle and Smith. Si bien la empresa había diseñado muchos edificios de estilo Beaux-Arts en Atlanta, el edificio Orr fue uno de los dos primeros edificios diseñados por Pringle y Smith en estilo art déco (junto con el William–Oliver Building, terminado el mismo año). 
El homónimo del edificio, W. W. (Wayman W.) Orr, fue presidente de la Asociación de Comerciantes Minoristas de Atlanta durante varios años en la década de 1910. Actualmente es parte del complejo Emory University Hospital Midtown. El edificio está decorado con serpientes y varas, en alusión a su función como centro médico (que sigue prestando).
Cuando se inauguró en 1930, se destacó por su ubicación lejos del centro de la ciudad y marcó el comienzo de la sección norte de Peachtree Street como un bulevar orientado a los automóviles. Fue el segundo edificio de la ciudad construido específicamente para consultorios médicos, después del Medical Arts Building. El sitio había sido ocupado en la década de 1890 por la casa de J. Bulow Campbell, y luego por otro edificio.
En 1989, la ciudad de Atlanta lo designó como un edificio emblemático.